# Gravimetrischer Faktor
Als gravimetrischen Faktor bezeichnet man die Zahl mit der die Auswaage einer gravimetrischen Bestimmung multipliziert werden muss, um die Masse des darin enthaltenen Analyten zu erhalten.

## Definition
Der gravimetrische Faktor ergibt sich rechnerisch als Quotient der molaren Massen des Analyten und der Wägeform. Er besagt also, wie hoch der Massenanteil der gesuchten Substanz in der Wägeform ist.

## Empirischer Faktor
Trotz der exakten Definition auf der Basis genau bekannter Daten, nämlich der molaren Massen der beteiligten Ionen, erhält man bei einigen gravimetrischen Verfahren falsche Ergebnisse, wenn man mit dem rechnerisch ermittelten Faktor multipliziert. So wird bei der Bestimmung von Blei als Blei(II)-chromat immer eine reproduzierbare kleine Menge Chromat-Ionen mitgefällt. Dies wird durch die Verwendung des „empirischen Faktors“ 0,6401 ausgeglichen, während man mit dem „rechnerischen Faktor“ 0,6411 einen falsch zu hohen Bleigehalt erhält.

## Praktische Erwägung
Der gravimetrische Faktor hat immer einen Wert zwischen Null und Eins. In der Praxis ist ein kleiner Wert von Vorteil, da dann der gleiche absolute Fehler bei der Wägung zu einem kleineren relativen Fehler bei der gesamten Analyse führt als bei einem Wert nahe Eins (vgl. „Messfehler“). Da die Masse des Analyten nicht beeinflusst werden kann, wird ein kleiner gravimetrischer Faktor durch die Wahl eines Gegenions oder Komplexbildners mit einer hohen molaren Masse erreicht. Als Beispiel kann hier die Fällung von Nickel mit Diacetyldioxim dienen, bei der der gravimetrische Faktor 0,2032 beträgt (zwei mol Diacetyldioxim pro mol Nickel-Ion). Ein weiteres Beispiel ist die Bestimmung von Aluminium mit 8-Hydroxychinolin (Oxin), wobei sich ein Gravimetrischer Faktor von 0,05872 ergibt. Gängige Gravimetrische Faktoren liegen in Tabellen vor, ein Beispiel ist Küster-Thiel Rechentafeln für die Chemische Analytik.